# Koosdorf
Koosdorf war ein Einzelgehöft auf Rügen im Norden der Halbinsel Jasmund, circa 39 m über dem Meeresspiegel. Das Gehöft befand sich 1400 m westlich von Bisdamitz und circa 225 m südlich der Steilküste zur Ostsee.
Die nächstgelegenen Orte sind Bobbin etwa 2,5 km südlich und die Ortsmitte von Glowe etwa 4,0 km westlich. Insbesondere von der bewaldeten Kliffkante besteht bei gutem Wetter eine Fernsicht auf das Kap Arkona.
Das Gehöft wurde in den 1950er Jahren aufgelöst (Aktion Ungeziefer der DDR-Stasi) und die Einwohner umgesiedelt. Wegen der abgeschiedenen Lage vermutete man Unterschlupfmöglichkeiten für Flüchtlinge aus der DDR. Heute sind alle Gebäude abgerissen und der Ort ist bewaldet.